# Rue des Bains (Colmar)
Pour les articles homonymes, voir Rue des Bains.
La rue des Bains est une voie de la commune française de Colmar.

## Situation et accès
Cette voie de circulation, d'une longueur de 130 m, se trouve dans le quartier centre.
On y accède par les rues des Unterlinden, Kléber et Woelfelin.
Cette voie n'est pas desservie par les bus de la TRACE même si ses bus y circulent.